# Steel Dust
Steel Dust (« Poussière d'acier ») est un cheval, l'un des pères fondateurs de la race du Quarter Horse américain. Très peu de choses sont vérifiables à son sujet, aussi son histoire suscite beaucoup de conjectures et de désaccords entre les sources.

## Biographie
Steel Dust est né vers 1843 dans le Kentucky, ou peut-être l'Illinois. Il a vraisemblablement été emmené au Texas en 1844, ou 1845 par Middleton Perry et Jones Greene. Ces derniers, établis à Lancaster près de l'actuelle ville de Dallas, l'ont utilisé comme cheval de travail utilitaire dans la conduite du bétail, et ont participé avec lui à des courses de match. 
Steel Dust remporte sa course la plus importante contre un cheval nommé Monmouth, organisée dans le comté de Collin, au Texas, soit à l'âge de trois ans,, soit en 1855. Steel Dust aurait ensuite été retiré de ces courses en raison d'une blessure. Il n'a jamais affronté l'étalon Shiloh.
Il acquiert la célébrité comme étalon en raison de la grande valeur de ses descendants sur les champs de course. La Guerre civile américaine n'affecte pas sa popularité.
Il passe le reste de sa vie dans la ferme de Lancaster. Il y meurt peu après 1864 (à l'âge de 32 ans), et est enterré sur place.

## Description
Steel Dust est un étalon de robe baie, mesure plus de 15 mains de haut, et pèse 1 200 livres. Il est réputé pour sa vitesse. Denhardt lui décrit la conformation typique d'un Quarter Horse moderne, ainsi qu'une caractéristique morphologique spécifique, à savoir de très grosses joues, particulièrement notables vues de face.

## Origines
D'après l'auteur Robert Moorman Denhardt (1967) Steel Dust est un fils d'Harry Bluff, lui-même fils de Short Whip et d'une jument Pur-sang nommée Big Nance, qui a pour ancêtre Timoleon et donc l'étalon Sir Archy.

## Descendance et hommages
En 1940, la lignée de Steel Dust est la plus célèbre de toutes les lignées du Quarter Horse.
Denhardt le cite en 1967 comme le premier des « héros » du Quarter Horse moderne. L'un de ses fils les plus célèbres se nomme Tom Driver. Sa fille la plus célèbre est Grey Alice. C'est cependant surtout l'usage de ses descendants comme chevaux de conduite de bétail au Texas qui a construit sa réputation.